# 巨變之後
《巨變之後》（英語：Aftermath）是一部於2010年上映，由四個部分組成的電視紀錄片系列。此系列是由加拿大歷史電視創造，Cream Productions製作，美國國家地理頻道播放。
。
這個電視系列是2小時長的電視特別節目《巨變之後：人口為零》的後續劇集。系列中的四集均依從《巨變之後：人口為零》的模式進行。每集均會以“會發生什麼，如果……”作為開頭，並且是以“假想實驗”的模式闡述巨變之後所發生的事。

## 劇集

### 人口為零
《人口為零》是於2008年3月9日由國家地理頻道播放的2小時紀錄片。該紀錄片探討人類突然消失後，地球和大自然會發生的事。歷史電視將之命名為「人類消失後的世界」（The World After Humans），而國家地理頻道則將之命名為「人口為零」。
本集被指與歷史頻道於2008年1月21日開始播放的20集紀錄片《人類消失後的世界》（Life After People）內容相近，全因二者都是探討人類突然消失後所發生的事。

### 沒有石油的世界
《沒有石油的世界》（World Without Oil）是《巨變之後》系列的第一集。該集於2010年4月5日播放。
本集以世界尚未挖出的10萬億桶（16,000立方公里）石油突然消失作為開端。沙特阿拉伯等石油出產國隨即呼喚石油運輸船回國。石油突然消失引致燃油短缺，並導致市民爭相到汽油站加油。同時，人們亦改乘不需要燃油的交通工具，只留待緊急服務用。因此，食物、藥物、垃圾等物品均沒有被運輸。
隨著燃油耗盡，停電在全世界發生。各國為了避免混亂，遂下戒嚴令。因為沒有運輸，所以城市人開始缺糧，農場動物亦因缺糧而死。各國政府亦開始發展生物燃料。城市人因飢荒問題而移民，而同時緊急服務用車輛亦開始缺油。人們為了解決食物問題，遂開始耕種農作物。
隨著時間推移，生物燃料完全取代了石油，飛機、火車等大型交通工具亦開始重新啟用。人類已適應了沒有石油的世界。

### 紅巨星
《紅巨星》（Red Giant）是《巨變之後》系列的第二集。該集於2010年4月12日播放。歷史電視將之命名為「紅巨星」，而國家地理頻道則將之命名為「太陽老化」（Swallowed by the Sun）。
本集以太陽突然進入紅巨星階段作為開端。每晚，太陽都會老化10億年。兩極的冰和雪會很快溶化，而海平面就會升高200英尺（61）。地表溫度亦會上升至130華氏度（54.4攝氏度），令到人類無法生活下去。當溫度上升至212華氏度（100攝氏度）時，人類在如此溫度下無法生存，因此會在地底生活，或穿著太空衣生活。當溫度上升至300華氏度（148.9攝氏度）時，海洋會高速蒸發，且沒有任何生物能在地表生活。氧氣密度亦變得極低，致使火不能燃燒。
當溫度上升至700華氏度（371.1攝氏度）時，人類會滅絕，海洋會完全蒸發，但同時水釋放的氧氣令到氧氣密度變得極高。溫度上升至2,400華氏度（1,315.5攝氏度）時，地表會變成紅色，因為土壤中的鐵會開始生鏽。最後，紅巨星會減慢地球的公轉速度，並最終吞噬地球。

### 當地球停止轉動
《當地球停止轉動》（When the Earth Stops Spinning）是《巨變之後》系列的第三集。該集於2010年4月15日播放。
本集以地球自轉突然加速減慣作為開端。地球將會在五年內完全停止自轉。全球定位系统和原子鐘均會失效。之後，海洋和空氣均會從赤道慢慢走向兩極。這樣會導致赤道一帶空氣薄弱，但南北極均為海洋所覆蓋，令到適居地變得極少。地震和火山爆發經常發生，而自轉停止導致地球電磁場減弱，並令到紫外線大量射到地球表面。最終，停轉的地球變成一天長一年，六大洲被連在一起，只有少量人類成功存活。

### 人口超載
《人口超載》（Population Overload）是《巨變之後》系列的最後一集。該集於2010年4月19日播放。
本集以人口突然從70億倍增至140億作為開端。各國政府隨即大興土木，建築摩天樓供大量人口居住。但是，公共交通運輸系統無法負荷大量需求，而水亦不足夠供人們使用。大部份林地均被砍伐作建築材料。同時，緊急配給到處可見，尤以水為最。而食物出口國亦停止出口食物。電力需求極高，導致發電廠不堪重負。
水資源短缺成為首要解決的問題，而現時已沒有足夠的水供飲用或養殖。掠奪成為一個問題，因此許多地方宣布戒嚴。各國亦建海水淡化廠應付缺水問題。缺乏水和食物的人民開始離開家園尋找資源，導致前所未見的人類遷徙發生。許多人前往淡水湖附近居住，並形成了帳篷城市這一現象。
儘管如此，食物和水仍然不足以供所有人類使用。在一場大飢荒發生後，全球人口由140億銳減至40億。

## 獎項
《巨變之後》獲得了不錯的評價，並因此獲頒數項獎項。於2009年，Cream Productions以《巨變之後：人口為零》獲WorldFest休斯敦國際電影節頒發白金雷米獎（Platinum Remi Award）。
於2010年，《巨變之後》獲提名加拿大的年度電影電視行業獎項双子座奖的最佳紀錄片獎。但是，該獎項最終為鑽探牌照所奪。

## 外部連結
- 歷史電視：巨變之後
- 國家地理頻道：巨變之後 （页面存档备份，存于）
- 互联网电影数据库（IMDb）上《Aftermath》的资料（英文）